# Масонство
Масонството или свободното зидарство е общество на посветени, което има неуточнен произход. Различни клонове на това общество днес съществуват под различни форми в цял свят, с членска маса приблизително 5 милиона души, от които около 480 000 в Англия, Шотландия и Ирландия, и по-малко от 2 000 000 в Съединените щати. Различните масонски организации споделят морал и метафизични представи, които най-често включват институционализирана вяра във Върховно същество.

## Етимология на названието
Думата масонство е образувана от думата масон и наставката -ство. Масон идва от английската mason (bricklayer) и френската maçon, които означават „зидар“.
На средноанглийски език названието е било изписвано като masoun и machun, а в този си вид идва от англо-норманския език, където е machun и masson. От своя страна, норманите вземат думата от стародолнофранкския корен *mattio, от прагерманския *maitô, от глагола *maitaną със значения „режа, сека, одялвам“. Сходни са и старовисоконемската дума meizan, източнофризийската matje и старонорвежката meita.
Всички тези германски думи имат за начало индоевропейския корен *mai-d със значения „изменям, преправям“.

## История на масонството

### Предположения за произхода на масонството от Древен Египет
Някои изследователи на масонството допускат, че то води началото си от сдружения на зидарите, които са построили египетските пирамиди и други древноегипетски строителни паметници. Тяхното учение е пренесено в гръко-римския свят.
Според древна легенда франкмасонството произхожда от каинизма. В разказ, който почива на еврейските митове, Ева, съблазнена от луциферичния дух Самаил, ражда Каин. Така Каин става първият „син на вдовица“ – име, с което са известни масоните.

### Значение на оперативните зидари в средновековна Европа
Забележка! С „оперативни зидари“ се обозначават онези лица, които действително се занимават с изграждането на зидове, стени и пр. Свободните зидари използват символиката, която може да бъде извлечена от зидарската дейност, за да изградят своята философия.
Средновековна Европа е доминирана от християнството и това е периодът, в който започва строителството на величествени катедрали. Уменията на зидарите са широко търсени и ценени сред европейските благородници, но същевременно те рядко получават справедлива цена за своята работа и също така биват възпирани да я търсят. На зидарите, въпреки основополагащото им значение, е отказвано обществено положение на благородници. Може да се твърди, че свободните зидари имат първите капиталистически мотиви и оттогава започват да назряват идеите за противопоставяне на Църквата като административна система и благородничеството като водеща обществена класа.
Така например между 1260 г. и 1382 г. три поколения Щайнбахови играят централна роля при изграждането на катедрали. Децата на Ервин фон Щайнбах, Ервин-младши и Йоханес, оглавяват гилдията на каменоделците зидари в Страсбург. Ервин фон Щайнбах е архитект на Страсбургската катедрала, както и на Нидерхаслахската катедрала „Св. Йоан Кръстител“, и двете в готическия стил, зародил се в немските предели.

### Официализирана история на масонството
През 1988 г. Дейвид Стивънсън издава книга, в която доказа с документи, че произходът на масонството не трябва да се търси в Лондон (Англия) в началото на XVIII век, а в няколко града на Шотландия – Ейчисънс Хейвън, Единбург и Хедингтън през 1599 г. Тогава група местни зидари създават първата ложа с обреди и тайни посвещения, при което се смесва средновековната митология с идеи от Ренесанса, кабалата, алхимията и астрологията. Годината 1599 вероятно не е избрана случайно, защото скоро след нея започва ново столетие, може би възприемано като начало на есхатологична епоха. Отличителна особеност, по които се познават първите масони, са слънчевите часовници, поставени на фасадите на къщите им. В Шотландия, където слънцето е рядък гост, тези часовници нямат практическо, а чисто алегорично приложение. Окултни символи са изобразени и върху запазените надгробни плочи на масоните. След потушаването на революцията на Кромуел и възстановяването на монархията през 1660 г. крал Чарлз II назначава Уилям Морей за главен надзирател на строежите, или архитект, в Шотландия. Стивънсън е на мнение, че Морей е новаторът, който създава ритуалите на първите масони и обосновава идеите и вярванията, които те въплъщават.
На монографията на Стивънсън се противопостави професорът от Калифорнийския университет в Лос Анджелис Маргарет Джейкъб. Тя твърди, че шотландските масони, които Стивънсън има предвид, всъщност са професионални строители с типични за времето си еклектични религиозни интереси, а не посветени членове на таен окултен орден. Според нея масонството възниква в Англия през XVII век.
Повечето учени приемат за официална рождена дата на масонството 24 юни 1717 г., когато в лондонската кръчма „Гъската и скарата“, вследствие на обединяване на четири ложи, е основана Великата ложа на Англия. Според един документ от 1725 г. ложите, обединени от Великата ложа, вече стават 64, от които 50 работят в очертанията на Лондон.
През 1721 г. е издаден кралски устав, който осъжда някои скандални клубове и дружества. Великата ложа на Англия, която си дава сметка, че е заподозряна, бърза да убеди властите, че не ги заплашва с нищо. За да документира всяко свое действие, тя започва да води официални протоколи от заседанието си на 25 ноември 1723 г., когато Велик магистър става крайният привърженик на Хановерската кралска династия граф Далкийт. Същата година се появява прословутата „Конституция“, написана от Джеймс Андерсън. Същата се превръща в настолна книга за английските, а впоследствие и за всички масони. От нея са взети някои от основните правила на конституциите на сега съществуващите свободнозидарски общности по цял свят.

### Разпространение на масонството от Англия към Франция
След разгрома на Стюартите, главният поток на масонското движение се пренасочва от Англия към Франция. За няколко десетилетия са изградени над 600 масонски ложи, в средите на които се изградили най-големите реформатори на XVIII век – Волтер, Бенджамин Франклин, Жан-Антоан дьо Кондорсе, Оноре Габриел Рикети, граф дьо Мирабо, Жорж Дантон, Максимилиан Робеспиер, Готхолд Ефраим Лесинг, Жилбер дьо Лафайет и много други. Сред тях имало и не малко представители на католичеството, които впоследствие създават протестантското движение вследствие на отлъчванията, предприети от Климент XII и Бенедикт XIV и подкрепени от папската була Providas Romanorum.

### В САЩ
Масонството намира особено плодородна почва в Америка. На 4 февруари 1789 г. Джордж Вашингтон е избран за първия американски президент и полага клетва пред Великия магистър на Великата ложа на Ню Йорк Робърт Ливингстън. През 30-те години на XIX в. в САЩ се появява силно антимасонско движение поради разкритията в публикуваната през 1827 г. книга на бившия масон кап. Уилям Морган „Примери за масонството от един от братята, който му посвети тридесет години от живота си“ и убийството му за това. Разтурени са над 2000 американски ложи и дори е сформирана антимасонска партия, която намерила място в Сената. По-късно един от нейните членове, бившият масон Милард Филмор, става 13-и президент на страната. Скоро тази реакция заглъхва.
Масонската символика присъства в много държавни документи на САЩ, включително и върху паричните знаци, като пирамидата, всевиждащото око и логото „Нов световен ред“. През последните десетилетия настъпиха промени в американското масонство, което допусна в редовете си жени и чернокожи. Напоследък броят и влиянието на масоните в САЩ намалява, което съответства на засилващата се криза в традиционните протестантски църкви на САЩ.

### В Русия
Масонството е много популярно и в Русия при управлението на императрица Екатерина II (1762 – 1796). Но след Френската революция тя преосмисля политиката си в консервативен дух. Започва реакция против одобряваната дотогава от нея рационалистическа френска философия (Волтер и енциклопедистите) и ратува за връщане към православието. От Русия са изгонени всички французи с либерални идеи, въведена е строга цензура върху печатните книги (1792 г.), закрити са всички частни печатници (1796 г.). Масонският идеолог Новиков е хвърлен в тъмницата на Шлиселбургската крепост, където престоява пет години (1792 – 1796).
Нов разцвет руското масонство преживява при владичеството на Александър I (1801 – 1825 г.). Масоните Р. А. Кошелев и княз А. Н. Голицин спомагат за създаването на Библейско общество, което разпространява техните идеи. На масонството се противопоставя архимандрит Фотий (Спаски). Чрез откритото му разобличаване той успява да наложи закриването на всички масонски ложи (указ от 1 август 1822 г.), да затвори Министерството на духовните работи начело с княз Голицин, да принуди масоните-разложители, дошли от чужбина, да напуснат пределите на Русия. Борбата срещу масонството рязко се засилва след неуспешния опит за преврат на републикански настроените декабристи през 1825 г.
През февруари 1917 г. избухва втора революция в Русия, която сваля царизма. Образувано е Временно правителство. Министър-председателят Керенски още през 1912 г. влиза в масонска ложа, а от 29 члена на неговото правителство 23-ма са масони. Третата революция на болшевишката партия побеждава през ноември същата година и установява диктатура, която продължава 74 години. След Октомврийската революция масонството в Русия продължава своята дейност относително легално до обявяването му за забранено през 1940 г. В България масонските ложи са забранени през 1941 година със закон, подписан от цар Борис III. Същото е извършено и във всички останали страни от комунистическия лагер след 1944 г. Тези забрани през ХХ в., започнали с поставянето извън закона на масонството в нацистка Германия през 1933 г., вероятно са следствие от антимасонските настроения, които съпътстват развитието на свободното зидарство от началото на неговата официализирана съвременна история през 1717 г.
След 1989 г. масонството в бившите комунистически страни е възстановено и развива активна, предимно благотворителна, дейност. Мнозина от българските политици, бизнесмени и културни дейци членуват в ложи или в парамасонски организации като Ротари клуб и Лайънс клуб.

## Двете големи разцепления в съвременната история на масонството (1753 & 1877)
Тези събития водят след себе си трайни последици в развитието на Братството до наши дни. Първата дата (1753) е свързана с разделянето в Англия на така наречените „съвременни“ и „стари“. „Съвременни“ са наричани привържениците на Великата ложа на Англия, основана през 1717 г., а „старите“ са група, отцепила се от гореспоменатата ложа, която през 1753 г. създава своя собствена Велика ложа, конкурентна на първата. В основата на конфликта са измененията и допълненията на „съвременните“ свободни зидари в ритуалната и административната практика на масонските ложи. Противопоставянето е преодоляно през 1813 г., когато двете велики ложи постигат споразумение, вследствие на което е създадена Обединената велика ложа на Англия.
Второ голямо сътресение масонството понася през 1877 г., когато Великият ориент на Франция изхвърля формулировката за вяра във Великия архитект на Вселената като задължителен принцип за приемане в редовете на свободното зидарство, намиращо се под нейната опека. От този момент нататък, атеистичната насоченост на ложите, работещи под нейно ръководство, е противопоставена на деистичните привърженици на Обединената велика ложа на Англия.

## Философия на масонството
Философската основа на масонството изхожда от спиритуализма, понеже, без да пренебрегва материалния свят, масонството не задържа вниманието си върху него. Не всички масони вярват в личностен Бог. Небесната йерархия в масонските представи получава съвършен израз в една единствена личност – Великият архитект на Вселената. Не всички масони вярват в безсмъртието на душата и в безграничното всемогъщество на Великия архитект на Вселената. За свободните зидари той е творец, а не съдник. Техен съдник е само собствената им съвест. Според масонските представи Иисус Христос не е Бог, а въплъщение на хуманните му повели. В масонското учение липсват светци в собствения смисъл на думата. Упоменаването в 29° на св. Андрей Шотландски се дължи на традицията и няма универсално значение.
Масонството митологизира една единствена историческа личност – Йоан Кръстител, не поради общението му с Бога, а като въплъщение на справедливостта и себеотрицанието и като израз на копнежа по съвършения човек. Масоните честват рождението на Йоан Кръстител на 24 юни, в дните на лятното слънцестоене. Той се възприема като образец на свободен зидар. Първите три степени на символичното масонство (т.нар. синьо масонство) са свързани както с името, така и с жизнения подвиг на Йоан Кръстител, и обръщат особено внимание на ненасилието.
Като членове на едно семейство и братя по дух, масоните не воюват срещу други масони. Още от самото посвещаване на масона се внушава необходимостта да съхранява тайните на организацията, дори с цената на собствения си живот. Непрекъснато се посочват примери, като Хирам Абиф, убит от учениците си, без да им издаде тайната на строежа и Жак дьо Моле, изгорен на клада в Париж през 1314 г., без да се отрече от признанието си.

## Степени в масонството
Масонството е йерархична организация, която съдържа различен брой степени, в зависимост от обредите и традициите, възприети в конкретната ложа. Първоначално степените са три:
1. Чирак;
2. Калфа;
3. Майстор.

По-късно степените са увеличени на седем, а след това – на тридесет и три. Днес съществуват и ритуали с деветдесет степени.

## Символика на масонството
Масонската символика е специфична проява на съзнанието за приобщаване към масонското общество. Освен идейно битие тя има и преносно значение. Целта на масонската символика е да подмени старите представи с нови, по-актуални и да втълпи на посветените необходимостта от промяна с оглед на настъпващият утрешен ден.

## Ритуали в масонството
Масонските ритуали са култивирани привички, които служат за мобилизиране на волята и за преодоляване на инертните навици, на посветените свободни зидари. Те включват разнообразни движения, наподобяващи молитвени демонстрации – строй, стъпки, плясък, възклик, предвидени в поученията за първа, втора и трета символична степен, на синьото масонство.

## Масонски храмове
Масонският храм е ритуална зала, в която се извършват масонските обреди. Във възприятието на свободните зидари, ритуалната зала не е само храм, но и работилница, в която се възприема масонската доктрина, като „изкуство на живота“. Масонският храм се разполага по оста „изток – запад“, като източната му част е отредена за първомайстора на ложата. В западната страна, бдят двама стражи. Пред западната страна се възвисяват двете обредни колони – Боаз и Яхин, които символизират огъня, и водата, и наподобяват устройството на Соломоновия храм. Подът в ритуалната зала е на бели и черни квадрати.

## Свободното зидарство в България
Сред известните български свободни зидари са членовете на първата българска масонска ложа „Балканска звезда“, учредена от Иван Ведър: това са Захари Стоянов, Никола Обретенов, Иларион Драгостинов, Тома Кърджиев и княз Александър Батенберг. Масони също са Ангел Кънчев и Георги Сава Раковски, а предполагаемо и Христо Ботев и Димитър Общи, Дамян Груев, Александър Протогеров, Кирил Пърличев, Мише Развигоров, Лазар Киселинчев, Павел Шатев, Симеон Радев, Георги Баждаров, Георги Кулишев и др.

## Свободнозидарски ложи
- Велика ложа на Ирландия (Grand Lodge of Ireland) (1725);
- Велика ложа на древните, свободни и приети масони на Шотландия (Grand Lodge of Antient, Free and Accepted Masons of Scotland) (1736);
- Обединена велика ложа на Англия (United Grand Lodge of England) (1813);

## Промасонски организации
Промасонските организации са сдружения, възникнали с масонско посредничество, или под масонско влияние. Връзката на масонството с албигойци, катари, тамплиери, розенкройцери и илюминати, не е непосредствена, а косвена. Пряка връзка има между масонството и комасонството (наричано още смесено зидарство), в което се приемат и жени.
Известни промасонски организации са: Бней Брит, ПЕН клуб и Билдербергерите. Промасонски организации в България са Еврейската бенеберитска ложа и Българският народен съюз „Кубрат“.

### XIX век
- (1828) Free Masonry. Its pretentions exposed in faithful extracts of its standard authors; with a reviews of Town's Speculative Masonry. New York.